# Dornburg-Camburg
Dornburg-Camburg är en stad i Saale-Holzland-Kreis i förbundslandet Thüringen i Tyskland.
Kommunen bildades 1 december 2008 genom att kommunerna Dornburg och Dorndorf-Steudnitz uppgick i Camburg, nu en ortsteil, och namnet ändrades till Dornburg-Camburg. Kommunen ingår i förvaltningsgemenskapen Dornburg-Camburg tillsammans med kommunerna Frauenprießnitz, Golmsdorf, Großlöbichau, Hainichen, Jenalöbnitz, Lehesten, Löberschütz, Neuengönna, Tautenburg, Thierschneck, Wichmar och Zimmern.